# Золтан
Золтан (рум. Zoltan) — село у повіті Ковасна в Румунії. Входить до складу комуни Гідфалеу.
Село розташоване на відстані 165 км на північ від Бухареста, 7 км на північний схід від Сфинту-Георге, 34 км на північний схід від Брашова.

## Населення
За даними перепису населення 2002 року у селі проживали 429 осіб, з них 426 осіб (99,3%) угорців. Рідною мовою 428 осіб (99,8%) назвали угорську.